# Lobi Stars
El Lobi Stars Football Club es un equipo de fútbol de Nigeria que milita en la Liga Premier de Nigeria, la liga de fútbol más importante del país.
Entre sus jugadores más destacados se encuentran el delantero Kumaga Suur, el veterano centrocampista David Tyavkase y la joven estrella del equipo Halima Gamba.

## Historia
Fue fundado en el año 1981 en la ciudad de Makurdi y ha tenido varios nombres en su historia, como Lobi Bank, BBL Hawks, y Hawks. Es un equipo con pocos títulos, cuenta con 2 títulos de liga, el primero de ellos en 1999, 1 título de copa en el año 2003 y 1 subcampeonato en 2005.
En el año 2009 el equipo pasó a ser propiedad de una empresa privada, con lo que el estado de Benue State ya no iba a financiar al equipo.
A nivel internacional ha participado en 5 torneos continentales y 1 regional, donde nunca ha superado la fase de grupos.

## Palmarés
- Liga Premier de Nigeria: 2

1999, 2018
- Copa de Nigeria: 1

2003
- Supercopa de Nigeria: 2

1999, 2018

## Participación en competiciones internacionales

### CAF
| Temporada | Torneo                       | Ronda          | Club                | Casa | Visita | Global      |
| --------- | ---------------------------- | -------------- | ------------------- | ---- | ------ | ----------- |
| 2000      | Liga de Campeones de la CAF  | 1              | AS Tempête Mocaf    | 2-0  | 1-1    | 3-1         |
| 2000      | Liga de Campeones de la CAF  | 2              | Primero de Agosto   | 1-1  | 1-0    | 2-1         |
| 2000      | Liga de Campeones de la CAF  | Fase de grupos | ASC Jeanne d'Arc    | 3-1  | 0-0    | 3º Lugar    |
| 2000      | Liga de Campeones de la CAF  | Fase de grupos | Al-Ahly             | 3-1  | 1-3    | 3º Lugar    |
| 2000      | Liga de Campeones de la CAF  | Fase de grupos | Hearts of Oak SC    | 0-2  | 0-2    | 3º Lugar    |
| 2004      | Copa Confederación de la CAF | 1              | Express FC          | 3-0  | 1-1    | 4-1         |
| 2004      | Copa Confederación de la CAF | 2              | Green Buffaloes FC  | 2-1  | 2-4    | 4-5         |
| 2006      | Copa Confederación de la CAF | 1              | Akonangui FC        | 1-0  | 0-1    | 1-1 (6-5 p) |
| 2006      | Copa Confederación de la CAF | 2              | Olympique Khouribga | 1-1  | 1-2    | 2-3         |
| 2013      | Copa Confederación de la CAF | 1              | Liga Muçulmana      | 3-1  | 1-7    | 4-8         |
| 2018/19   | Liga de Campeones de la CAF  | Preliminar     | UMS de Loum         | 2-0  | 0-1    | 2-1         |
| 2018/19   | Liga de Campeones de la CAF  | 1              | Gor Mahia FC        | 2-0  | 1-3    | 3-3 (a)     |
| 2018/19   | Liga de Campeones de la CAF  | Fase de grupos | Wydad Casablanca    | 0-1  | 0-0    | 3º Lugar    |
| 2018/19   | Liga de Campeones de la CAF  | Fase de grupos | Mamelodi Sundowns   | 2-1  | 0-3    | 3º Lugar    |
| 2018/19   | Liga de Campeones de la CAF  | Fase de grupos | ASEC Mimosas        | 2-0  | 0-1    | 3º Lugar    |

### WAFU
- Campeonato de Clubes de la WAFU: 1 aparición

2010 - Primera Ronda

## Ex entrenadores
- Shaibu Amodu
- Godwin Uwua
- Salisu Yusuf
- Ufere Nwankwo
- John Zaki
- Kosta Papić (1993-1998)
- Maurice Cooreman (2002-2003)
- Peter Ogaba (2006-2009)
- Mitko Dobrev (2009-??)

## Jugadores

### Jugadores destacados
| - Sari Abacha - Gbenga Ajala - Robert Akaruye - Terkimbi Akighir - Amusan - Timothy Anjembe - Iorfa Apuruugh - Moses Bala - Sunday Chibuike - Imadu Dooyum - Kingsley Elvis - Michael Eneramo - Greg Etafia - Sunday Ibeji - Jeremiah Iorsue Kuhwa | - Lemmy Isah - Emmanuel Issah - Paul Kpuulgh - Michael Lasisi Ayegba - Bartholomew Ogbeche - Christian Chukwu Okoro - Kelechi Okoye - Agada Apeh Samuel - Terna Suswam - Taye Taiwo - Nwobodo Chukwudi - Ode Thompson - David Tyavkase - John Zaki |